# فرانک ماتینگو
فرانک ماتینگو (انگلیسی: Franck Matingou؛ زادهٔ ۴ دسامبر ۱۹۷۹) بازیکن فوتبال اهل فرانسه است.
از باشگاه‌هایی که در آن بازی کرده‌است می‌توان به باشگاه فوتبال ستاره سرخ و باشگاه فوتبال باستیا اشاره کرد.
وی همچنین در تیم ملی فوتبال جمهوری دموکراتیک کنگو بازی کرده‌است.